# Château ducal (Carpineto Sinello)
Le château ducal de Carpineto Sinello est un château situé dans la commune de Carpineto Sinello, province de Chieti, dans les Abruzzes.